# Le Mont Fuji vu d'un train en marche
 (avril 2021).
Série Lieux et monuments
Pour plus de détails, voir Fiche technique et Distribution.
Le Mont Fuji vu d'un train en marche est un long métrage d'animation documentaire indépendant de Pierre Hébert sorti en 2021. C'est le onzième titre de la série Lieux et Monuments.

## Fiche technique
- Titre anglais ou international : Mount Fuji seen from a moving train
- Réalisation : Pierre Hébert
- Scénario : Pierre Hébert
- Montage : Pierre Hébert
- Animation : Pierre Hébert
- Danse : Teita Iwabuchi
- Musique : John Barrett, Malcolm Goldstein, John Heward, Yuichi Matsumoto
- Société de distribution : Vidéographe
- Pays d’origine : Canada
- Langue originale : français, anglais, japonais
- Durée : 81 minutes
- Date de sortie : 11 mai 2021

## Contexte
Le film découle de deux voyages au Japon faits par le réalisateur en 2003 et 2018 et de son exploration de certains aspects de l'histoire du Japon (bombe atomique sur Nagasaki lors de la Seconde Guerre mondiale, accident nucléaire de Fukushima en 2011) et de sa culture (danse, calligraphie, musique). Du Japon, le cinéaste dit : « L’impression que des apparences pourtant familières, nées d’un bon siècle de mondialisation, risquent de se fissurer sous votre regard et de s’ouvrir vertigineusement sur un monde mystérieux, forçant à une radicale mise en perspective du regard occidental. »
 

Le film a été créé lors de la pandémie de COVID-19 et d'une crise personnelle; le cinéaste écrit :  
Face à ces circonstances, il m’est apparu absolument nécessaire de faire un film. C’était une question de survie que de mettre à profit l’espace et le temps vide imposés par la pandémie et la maladie, et aussi de découvrir ce qu’il pouvait advenir de mon art dans ces conditions. Ce travail fut ma planche de salut, c’est ce qui m’a maintenu dans une optique positive. C’était aussi une question de fidélité à toute une vie de création, que de trouver encore de l’importance et de la nécessité à travailler à une œuvre alors que la possibilité même de la montrer semblait compromise. 
Le film combine les prises de vues réelles et l'animation par grattage sur pellicule, technique que l'on retrouve dans plusieurs des films précédents du réalisateur tels que La Plante humaine (1996) ou le projet Scratch (2016-2018); Pierre Hébert souligne l'influence fondatrice de Len Lye et Norman McLaren sur sa pratique .

## Réception
Le film est présenté en première mondiale le 11 mai 2021 à la Cinémathèque québécoise en même temps qu'une rétrospective de la série Lieux et monuments dont il est la 11e entrée. Le critique Louis-Jean Decazes écrit dans la revue 24 images :  
Le mont Fuji vu d’un train en marche agit comme un sortilège qui envoûte. Il est un songe éveillé, un somptueux assemblage d’instants épiphaniques qui réveille la fulgurance des films de Len Lye et mène droit aux réminiscences de L’œil au-dessus du puits de Johan van der Keuken (1988). Portant la grâce d’une nature idyllique et de forêts verdoyantes, l’objet fabriqué revêt les traits d’une « sonate », au sens « tannerien » du terme. Sa forme musicale ravira celles et ceux qui considèrent l’expérience cinématographique comme une escapade en terre inconnue. 
Le film est aussi présenté au Festival international du film d’animation d’Annecy en juin 2021. Le délégué artistique du festival, Marcel Jean, écrit : « Véritable légende de la gravure sur pellicule et des explorations animées intégrant le documentaire et diverses expérimentations pluridisciplinaires, Pierre Hébert nous offre aujourd’hui une œuvre ample en référence au pionnier Robert Breer. »